# Bruce Alan Bolt
Bruce Alan Bolt (Largs, 15 de fevereiro de 1930 — Oakland, 21 de julho de 2005) foi um engenheiro sísmico estadunidense nascido na Austrália.
É conhecido por realizar pesquisas que conduziram à construção de pontes e edificações resistentes a terremotos. Bolt foi eleito membnro da Academia Nacional de Engenharia dos Estados Unidos "pela aplicação dos princípios da sismologia e matemática aplicada à decisões de engenharia e política pública”.
O Earthquake Engineering Research Institute juntamente com a Seismological Society of America instituiram um prêmio em seu nome, a Medalha Bruce A. Bolt.